# Ligat ha'Al 2007-2008
La Ligat ha'Al 2007-2008 è stata la 67ª edizione della massima divisione del campionato israeliano di calcio.
Al torneo hanno preso parte 12 squadre, affrontatesi in tre gironi di andata, ritorno e terzo turno, per un totale di 33 giornate.
Iniziata il 18 agosto 2007, si è conclusa il 1º giugno 2008 con la vittoria (sesto titolo nazionale) del Beitar Gerusalemme.
Al torneo hanno preso parte 12 squadre, affrontatesi in tre gironi di andata, ritorno e terzo turno, per un totale di 33 giornate.
Capocannoniere del torneo fu Samuel Yeboah, dell'Hapoel Kfar Saba, con 15 goal.

## Squadre partecipanti
| Club                | Città         |
| ------------------- | ------------- |
| Ashdod              | Ashdod        |
| Beitar Gerusalemme  | Gerusalemme   |
| Bnei Sakhnin        | Bnei Sakhnin  |
| Bnei Yehuda         | Tel Aviv      |
| Hapoel Kfar Saba    | Kfar Saba     |
| Hapoel Tel Aviv     | Tel Aviv      |
| Ironi K. Shmona     | Kiryat Shmona |
| Maccabi Haifa       | Haifa         |
| Maccabi Herzliya    | Herzliya      |
| Maccabi Netanya     | Netanya       |
| Maccabi Petah Tiqwa | Petah Tiqwa   |
| Maccabi Tel Aviv    | Tel Aviv      |

## Classifica finale
|                     | Pos. | Squadra             | Pt | G  | V  | N  | P  | GF | GS | DR  |
| ------------------- | ---- | ------------------- | -- | -- | -- | -- | -- | -- | -- | --- |
| Campione di Israele | 1.   | Beitar Gerusalemme  | 67 | 33 | 20 | 7  | 6  | 61 | 23 | +38 |
|                     | 2.   | Maccabi Netanya     | 58 | 33 | 16 | 10 | 7  | 40 | 24 | +16 |
|                     | 3.   | Ironi K. Shmona     | 56 | 33 | 15 | 11 | 7  | 43 | 34 | +9  |
|                     | 4.   | Bnei Sakhnin        | 55 | 33 | 15 | 10 | 8  | 35 | 29 | +6  |
|                     | 5.   | Maccabi Haifa       | 47 | 33 | 13 | 8  | 12 | 38 | 27 | +11 |
|                     | 6.   | Maccabi Tel Aviv    | 41 | 33 | 11 | 8  | 14 | 43 | 43 | 0   |
| [ 1 ]               | 7.   | Hapoel Tel Aviv     | 41 | 33 | 12 | 5  | 16 | 35 | 40 | -5  |
|                     | 8.   | Ashdod              | 39 | 33 | 11 | 6  | 16 | 36 | 52 | -16 |
|                     | 9.   | Bnei Yehuda         | 38 | 33 | 11 | 5  | 17 | 31 | 43 | -12 |
|                     | 10.  | Maccabi Petah Tiqwa | 37 | 33 | 10 | 7  | 16 | 28 | 39 | -11 |
|                     | 11.  | Hapoel Kfar Saba    | 37 | 33 | 9  | 10 | 14 | 37 | 54 | -17 |
|                     | 12.  | Maccabi Herzliya    | 30 | 33 | 7  | 9  | 17 | 32 | 51 | -19 |

## Verdetti
- Beitar Gerusalemme campione di Israele 2007-2008, qualificato al secondo turno preliminare della Champions League 2008-2009
- Maccabi Netanya qualificato al secondo turno preliminare della Coppa UEFA 2008-2009
- Ironi Kiryat Shmona e Hapoel Tel Aviv qualificate al primo turno preliminare della Coppa UEFA 2008-2009
- Bnei Sakhnin qualificato al secondo turno della Coppa Intertoto 2008
- Hapoel Kfar Saba e Maccabi Herzliya retrocesse in Liga Leumit 2008-2009
- Hakoah Ramat Gan e Hapoel Petah Tiqwa promosse in Ligat ha'Al 2008-2009

## Classifica marcatori
| Calciatore              | Squadra            | Gol |
| ----------------------- | ------------------ | --- |
| Samuel Yeboah           | Hapoel Kfar Saba   | 15  |
| Moshe Biton             | Bnei Yehuda        | 12  |
| Yannick Kamanan         | Maccabi Tel Aviv   | 12  |
| Rômulo Marques Antoneli | Beitar Gerusalemme | 12  |
| Dimităr Makriev         | Ashdod             | 11  |
| Eglya Yavuryyan         | Bnei Sakhnin       | 10  |